# Holcichneumon angolensis
Holcichneumon angolensis là một loài tò vò trong họ Ichneumonidae.